# Gustav von Quintus-Icilius

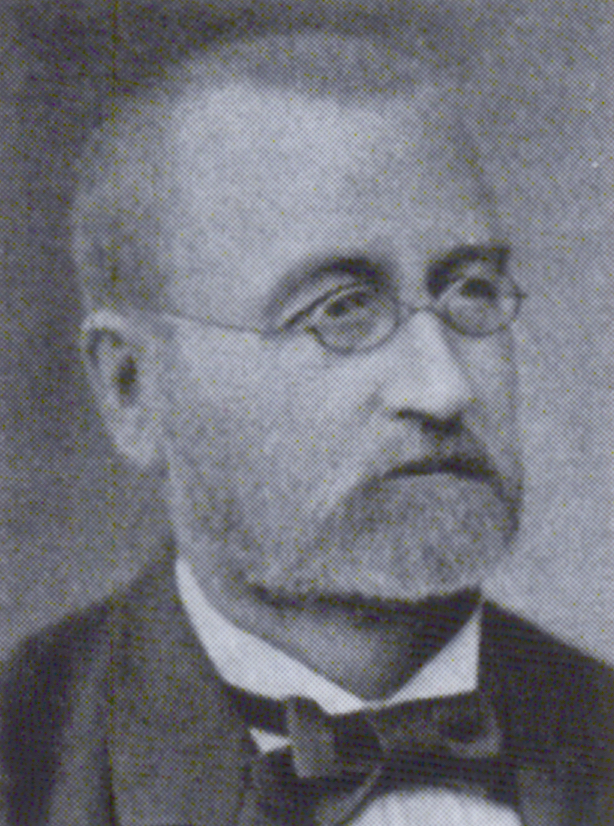
Gustav von Quintus-Icilius

Ernst Gustav Wilhelm Gichard, genannt von Quintus-Icilius (* 20. September 1824 in Celle; † 17. März 1885 in Hannover) war ein deutscher Physiker. 

## Leben
Von Quintus-Icilius wurde 1847 in Göttingen promoviert und 1849 habilitiert. Seit 1849 war er Privatdozent für Physik und Assistent am Physikalischen Institut der Universität Göttingen. Seit 1853 lehrte er Physik und seit 1863 Mineralogie an der Polytechnischen Schule in Hannover. Zusätzlich lehrte er auch technische Physik und mechanische Wärmetheorie. 1868 wurde ihm der Titel Professor verliehen. Nebenamtlich war er seit 1870 als Eichungsinspektor für die Provinz Hannover tätig und engagierte sich sowohl im Literarischen Verein der Polytechniker als auch in der Geographischen Gesellschaft zu Hannover.